# Chế phẩm bổ sung

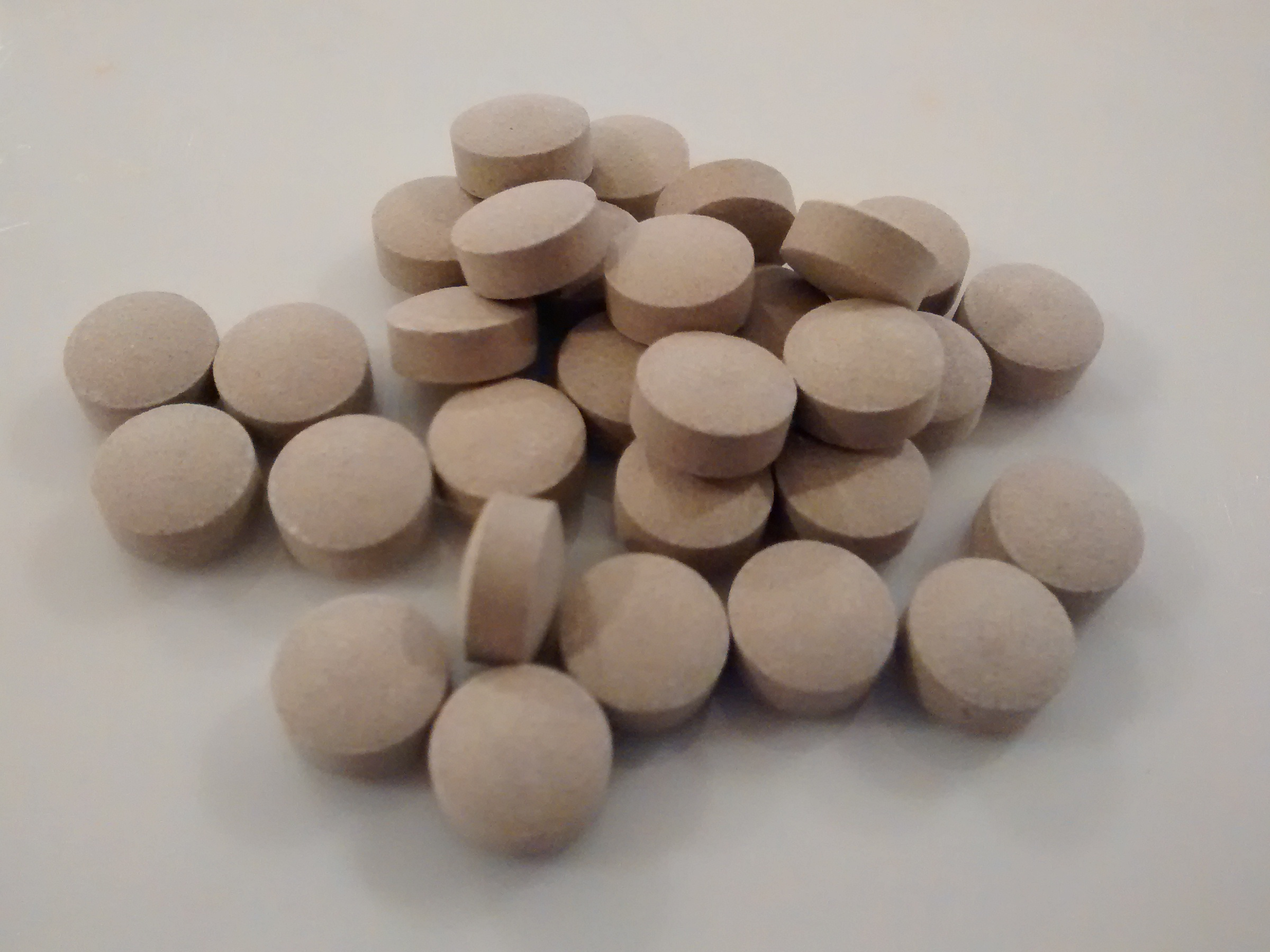
Chế phẩm bổ sung dạng một viên thuốc

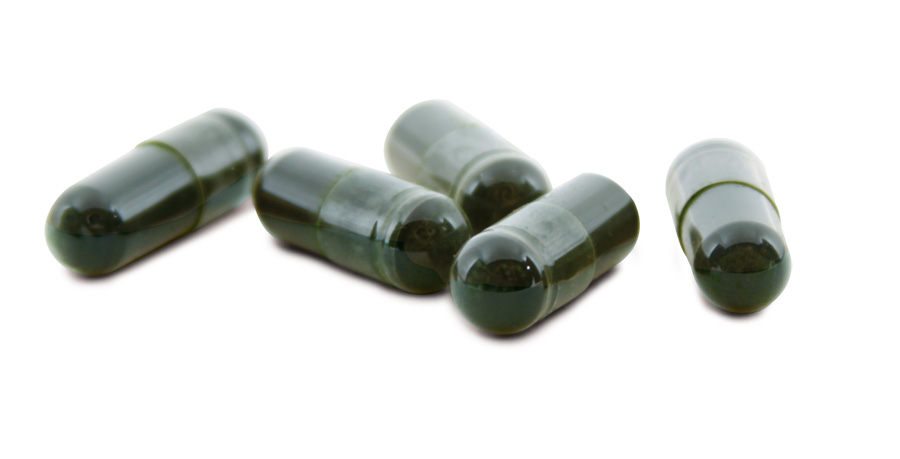
Chế phẩm bổ sung dạng một viên nang

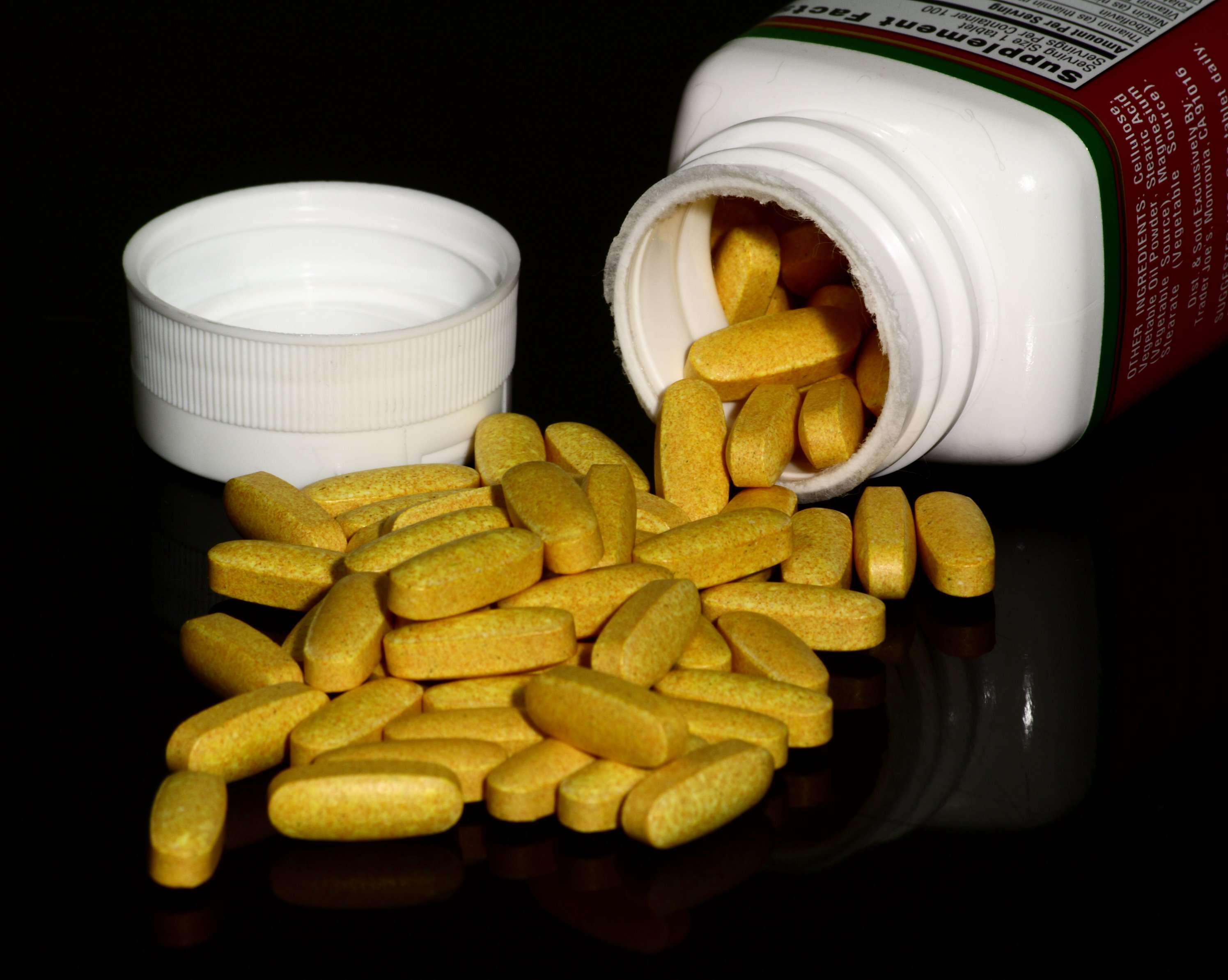
Chế phẩm bổ sung dạng một viên nén

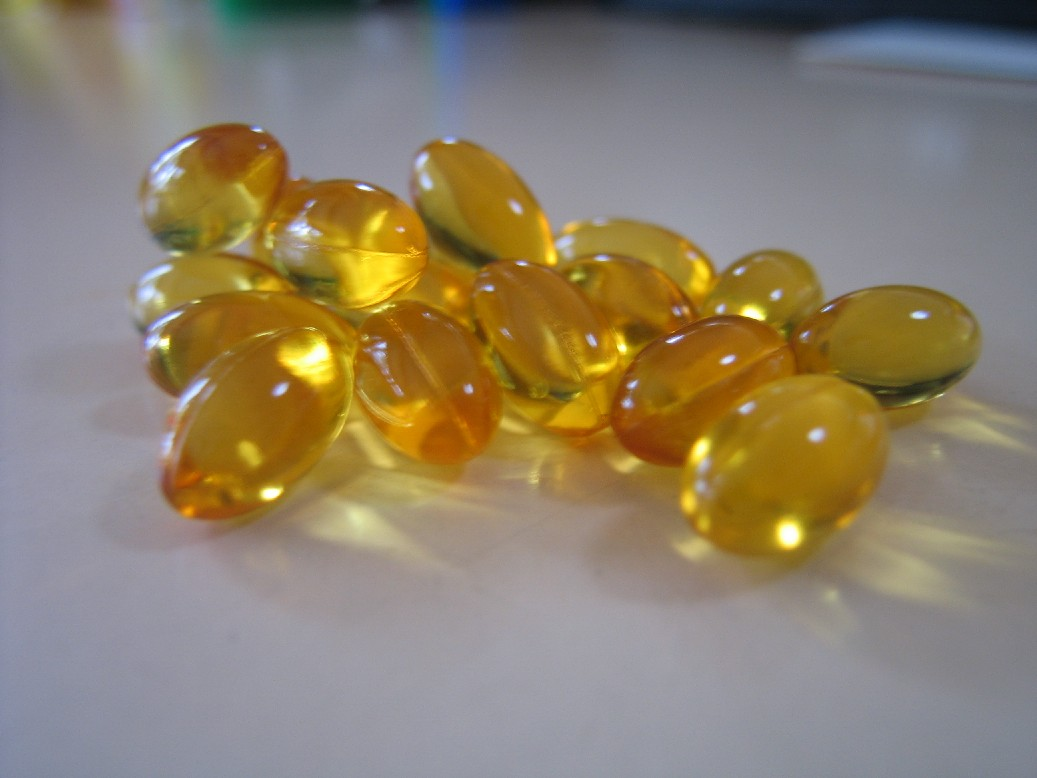
Chế phẩm bổ sung dạng một viên nang mềm dùng cho dầu cá hoặc một lượng lớn vitamin E

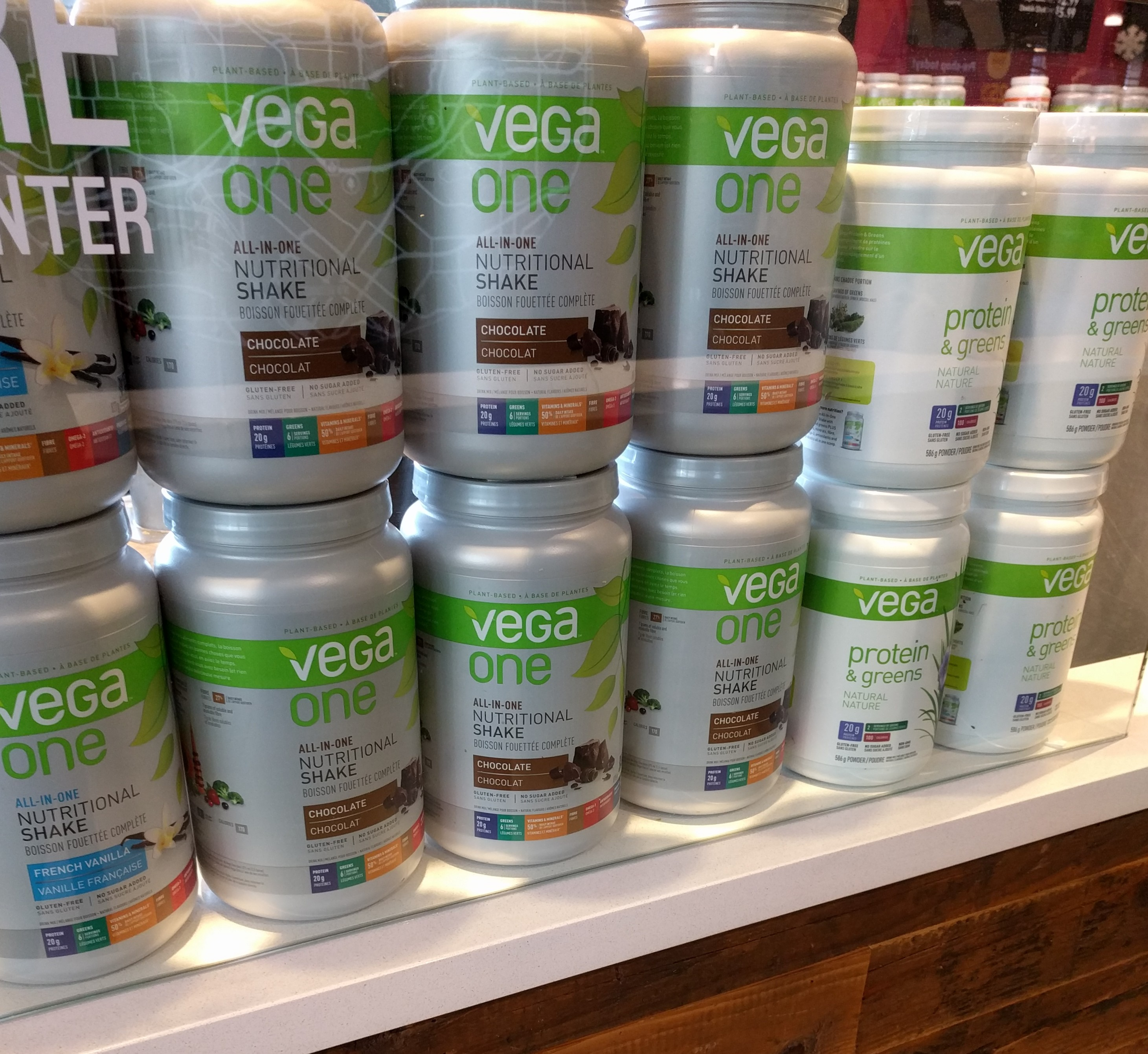
Chế phẩm bổ sung dạng bột lắc và đóng chai

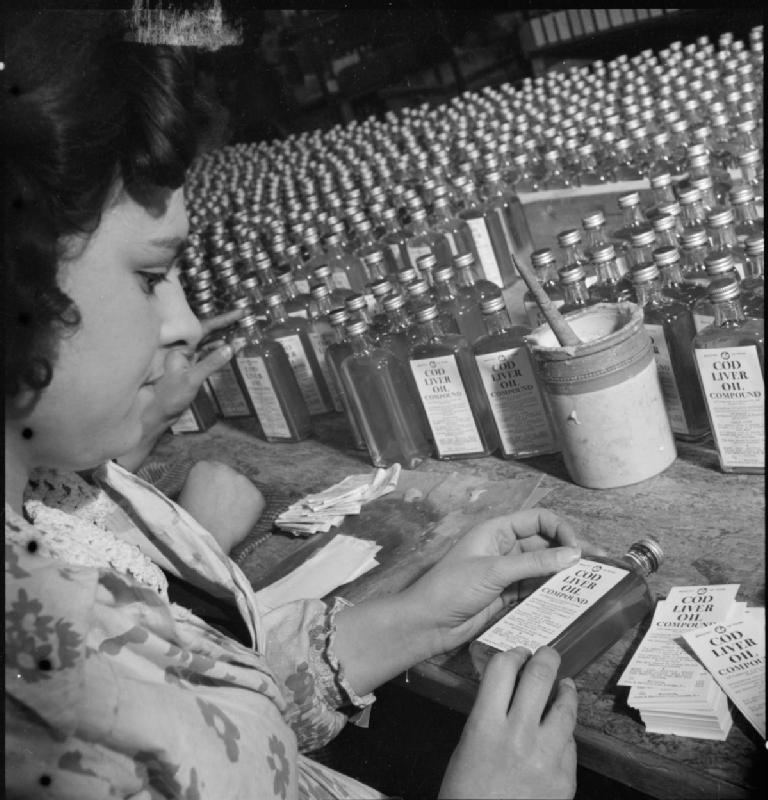
Sản xuất dầu gan cá tuyết, một trong những chế phẩm bổ sung chế độ ăn uống đầu tiên được sản xuất trong thế kỷ 18

Chế phẩm bổ sung dinh dưỡng hoặc chất bổ sung cho chế độ ăn uống, cũng hay bị gọi nhầm thành thực phẩm bổ sung, là một sản phẩm được sản xuất nhằm bổ sung chế độ ăn uống khi uống dưới dạng thuốc viên, viên nang, viên nén hoặc chất lỏng. Một chất bổ sung có thể cung cấp các chất dinh dưỡng được chiết xuất từ các nguồn thực phẩm hoặc tổng hợp, riêng lẻ hoặc kết hợp, để tăng số lượng tiêu thụ của chúng. Lớp hợp chất dinh dưỡng bao gồm vitamin, khoáng chất, chất xơ, axit béo và amino acid. Chế phẩm bổ sung cũng có thể chứa các chất chưa được xác nhận là cần thiết cho cuộc sống, nhưng được bán trên thị trường là có tác dụng sinh học có lợi, chẳng hạn như sắc tố thực vật hoặc polyphenol. Động vật cũng có thể là một nguồn thành phần bổ sung, ví dụ như collagen từ gà hoặc cá. Chúng cũng được bán riêng lẻ và kết hợp, và có thể được kết hợp với các thành phần dinh dưỡng. Tại Hoa Kỳ và Canada, bổ sung chế độ ăn uống được coi là một tập hợp con của thực phẩm, và được quy định phù hợp. Ủy ban Châu Âu cũng đã thiết lập các quy tắc hài hòa để giúp đảm bảo rằng chế phẩm bổ sung là an toàn và được dán nhãn đúng.
Chế phẩm bổ sung đã tạo ra một ngành công nghiệp ước tính có giá trị năm 2015 là 37 tỷ đô la Mỹ, có hơn 50.000 sản phẩm bổ sung chế độ ăn uống được bán ở Hoa Kỳ, trong đó khoảng 50% dân số người Mỹ trưởng thành tiêu thụ chế phẩm bổ sung. Vitamin tổng hợp là sản phẩm được sử dụng phổ biến nhất. Đối với những người không tiêu thụ một chế độ ăn uống cân bằng, Viện Y tế Quốc gia Hoa Kỳ tuyên bố rằng một số chất bổ sung "có thể có giá trị".
Tại Hoa Kỳ, việc các nhà sản xuất chế phẩm bổ sung tuyên bố rằng các sản phẩm này ngăn ngừa hoặc điều trị bất kỳ bệnh nào là trái với quy định của liên bang. Các công ty được phép sử dụng từ ngữ "Cấu trúc/Chức năng" nếu có bằng chứng khoa học cho một chất bổ sung mang lại hiệu quả sức khỏe tiềm năng. Một ví dụ sẽ là "_____ giúp duy trì các khớp khỏe mạnh", nhưng nhãn hàng phải ghi rõ việc từ chối trách nhiệm rằng Cục Quản lý Thực phẩm và Dược phẩm Hoa Kỳ (FDA) "không đánh giá tuyên bố và sản phẩm bổ sung chế độ ăn uống không nhằm mục đich" chẩn đoán, chữa hoặc ngăn ngừa bệnh" FDA chỉ thực hiện các quy định này và cấm bán các chất bổ sung và các thành phần bổ sung nguy hiểm hoặc các chất bổ sung không được sản xuất theo tiêu chuẩn thực hành sản xuất tốt (good manufacturing practices - GMPs).

## Định nghĩa
Tại Hoa Kỳ, Đạo luật Giáo dục và Sức khỏe Bổ sung Chế độ Ăn uống năm 1994 ghi rằng: "Đạo luật Giáo dục và Sức khỏe Bổ sung Chế độ Ăn uống năm 1994 (DSHEA) định nghĩa thuật ngữ "chế phẩm bổ sung" có nghĩa là một sản phẩm (trừ thuốc lá) nhằm bổ sung chế độ ăn uống có hoặc chứa một hoặc nhiều thành phần ăn kiêng sau đây: vitamin, khoáng chất, thảo mộc hoặc thực vật khác, amino acid, chất ăn kiêng để con người sử dụng để bổ sung chế độ ăn uống bằng cách tăng tổng lượng ăn vào, hoặc Một chất cô đặc, chất chuyển hóa, thành phần, chiết xuất, hoặc sự kết hợp của bất kỳ thành phần nào đã nói ở trên. Ngoài ra, một chế phẩm bổ sung phải được dán nhãn là một chế phẩm bổ sung cho chế độ ăn và được dùng để tiêu và không được dùng như là thức ăn thông thường hoặc là món duy nhất trong bữa ăn hoặc chế độ ăn kiêng. Ngoài ra, một chế phẩm bổ sung không thể được phê duyệt hoặc cho phép điều tra như một loại thuốc mới, thuốc kháng sinh hoặc sinh học, trừ khi nó được bán trên thị trường như một loại thực phẩm hoặc chế phẩm bổ sung trước khi phê duyệt hoặc ủy quyền. Theo DSHEA, các chế phẩm bổ sung được coi là thực phẩm, ngoại trừ các mục đích của định nghĩa thuốc. " 